# 維納斯的誕生
《維納斯的誕生》（義大利語： [ˈnaʃʃita di ˈvɛːnere]），是意大利文藝復興時期畫家桑德罗·波提切利最著名的作品之一，這件作品根據波利齊安諾的長詩《吉奧斯特納》而作，描述羅馬神話中女神維納斯從海中誕生的情景：她赤裸著身子踩在一個貝殼之上，右边春之女神正在为她披上华服而左边的风神送来暖风阵風，吹起她的发丝。《維納斯的誕生》目前收藏在佛羅倫斯的烏菲茲美術館中。

## 簡介
在早期的文藝復興，大約由這幅畫開始，作畫題材由聖經故事改為希臘（羅馬）神話，即由宗教變成異教題材。人物比例不對，頸部較長，下半身較大，肩膀也是窄小下塌，正是为了使她的身体线条更加优美而忽视了应有的正常形态，畫家重視感覺勝於比例。畫中有不少光暗，使人物穿的衣物有了柔軟、輕薄的感覺。

## 外部連結
- - 弗洛伦萨乌菲兹美术馆馆藏波提切利《维纳斯的诞生》
- The Medici Venus （页面存档备份，存于） - Greek statue, template for Botticelli's Venus
- The Birth of Venus (Sandro Botticelli) : Uffizi Gallery : Art Project, powered by Google （页面存档备份，存于）
- Cortex Dradra Style (Cortex) : Art Project, powered by Google （页面存档备份，存于）